# تنگستن هگزاکربونیل
تنگستن هگزاکربونیل (به انگلیسی: Tungsten hexacarbonyl) با فرمول شیمیایی C۶O۶W یک ترکیب شیمیایی با شناسه پاب‌کم ۹۸۸۸۴ است. که جرم مولی آن ۳۵۱٫۹۰ g/mol می‌باشد. شکل ظاهری این ترکیب، جامد بی رنگ است.